# Skořápka

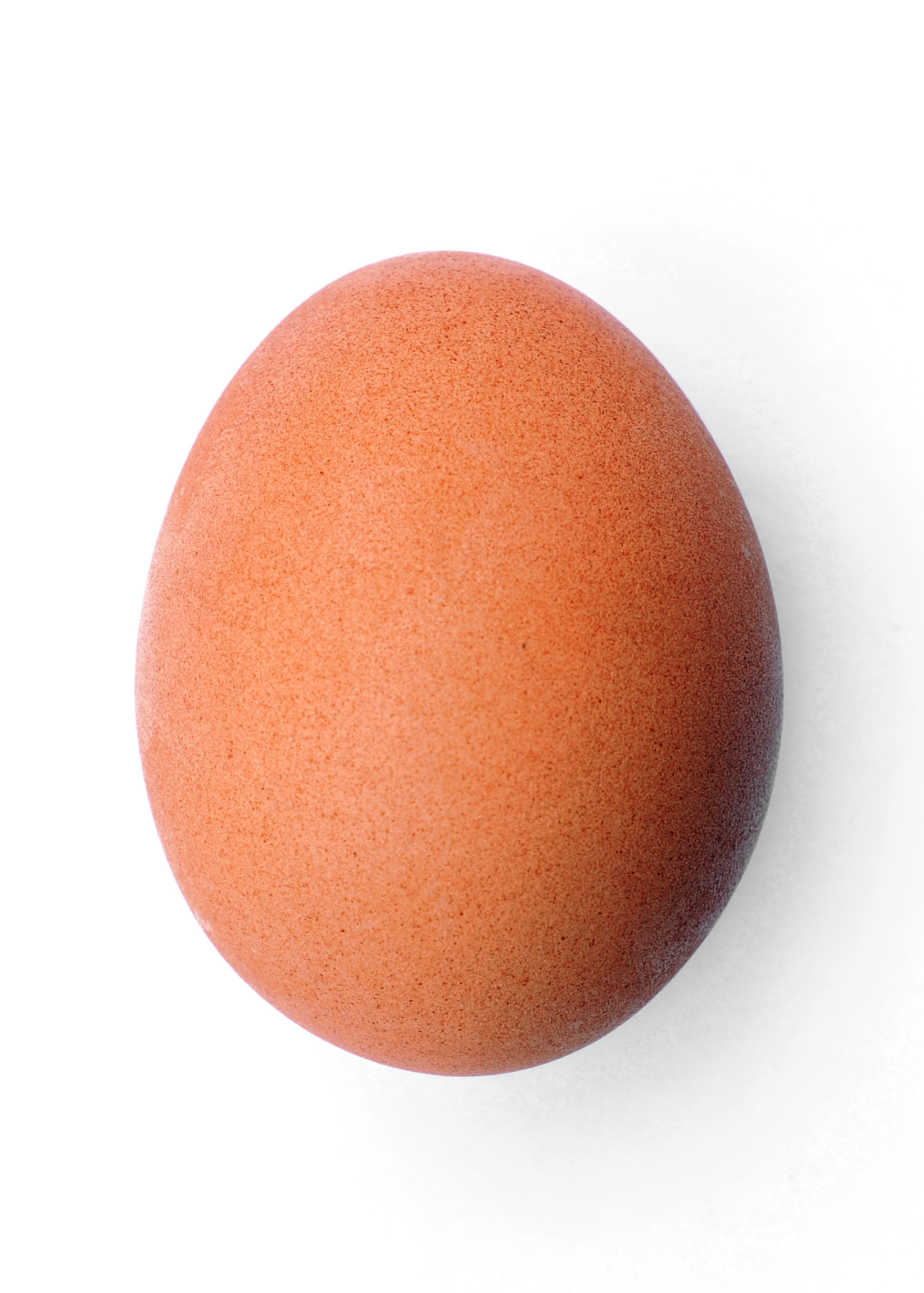
Hnědá skořápka slepičího vejce

Skořápka je vápenitý obal ptačího vejce.

## Vlastnosti

### Barva

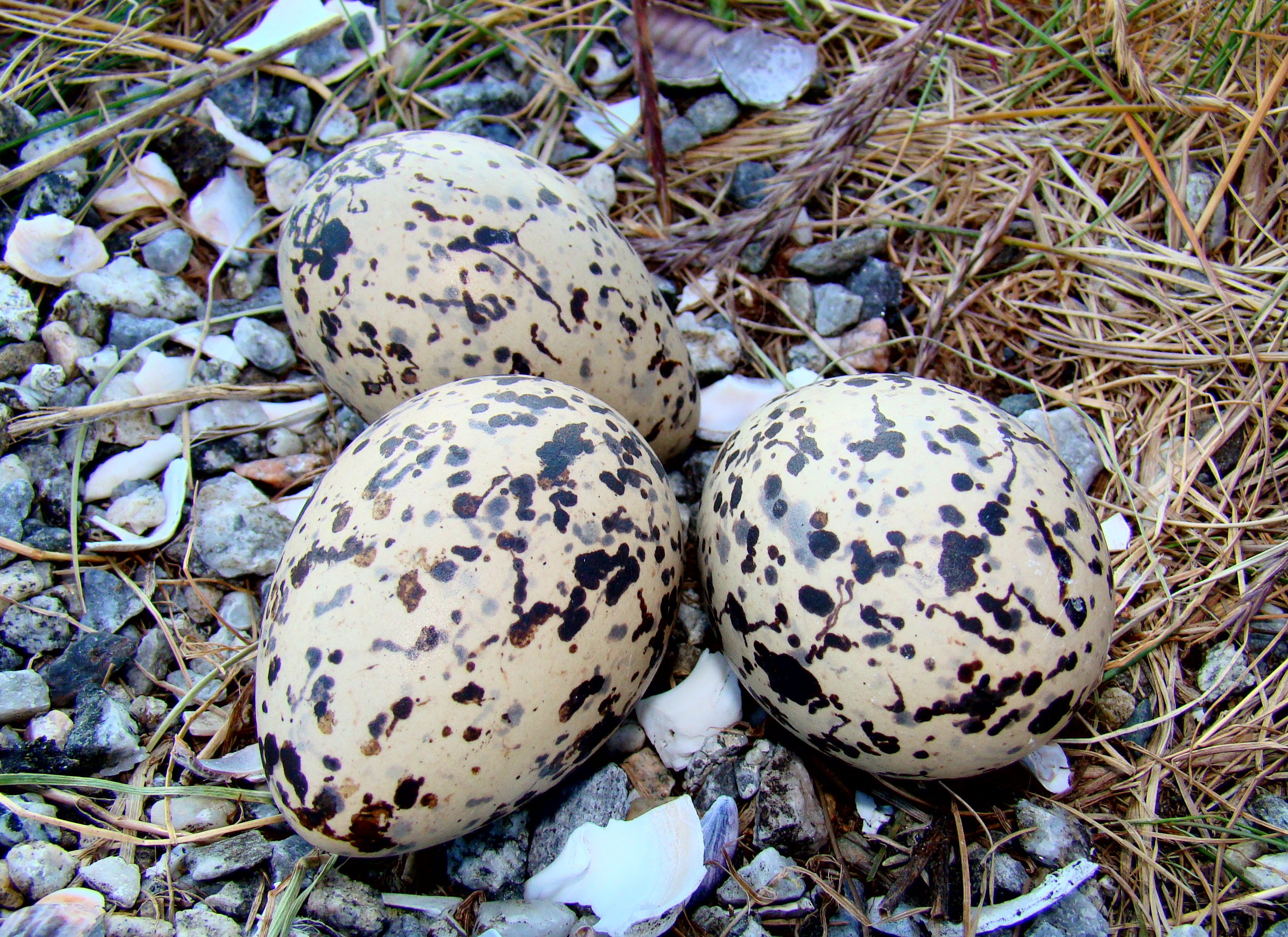
Vejce ústřičníka

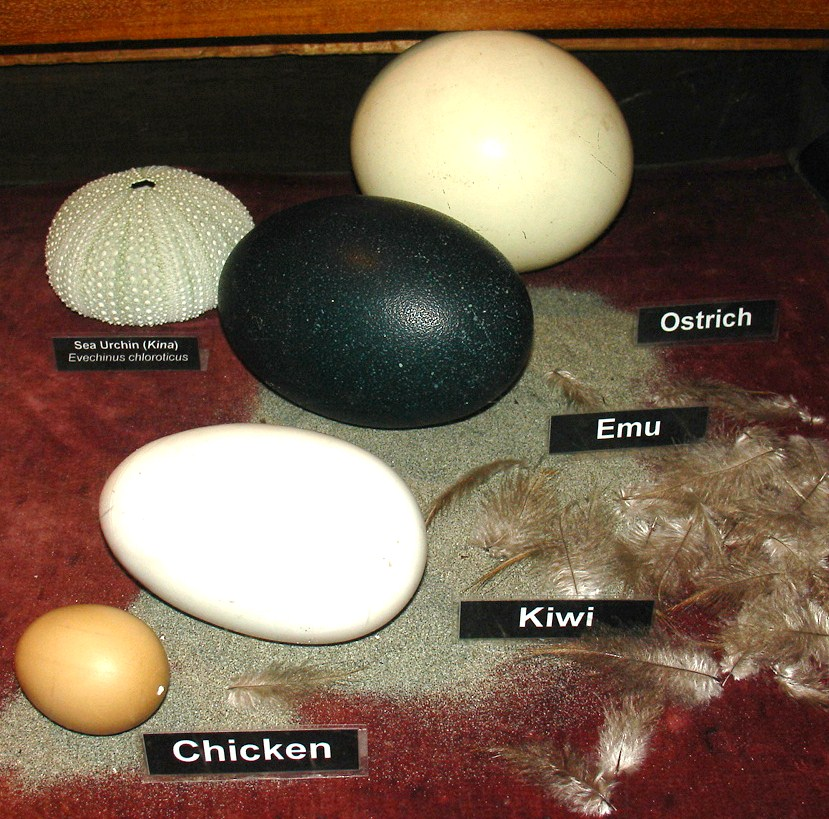
Vejce různých ptáků

Barva skořápky je zpravidla přizpůsobena prostředí tak, aby byla vejce pokud možno maskována před predátory. Bílá vejce proto najdeme u těch ptačích druhů, které žijí (nebo jejichž předkové žili) v dutinách stromů, norách apod. - např. datli, vlhy, papoušci. Jinak nabývají rozličných barev, někdy i se vzorem - skvrny, čárky, aj. Například vejce jihoamerických tinam mají zvláštní zrcadlový lesk.

### Tloušťka
Síla skořápky do značné míry souvisí s celkovou velikostí vejce. Jde o to, aby skořápka byla dostatečně silná a unesla ptáka, který na ní sedí, ale zároveň dost tenká na to, aby se líhnoucí ptáče dokázalo z vejce proklovat. Nejtlustší skořápku má proto pštrosí vejce (2 mm), nejtenčí kolibřík 0,04 mm). Některé chemické látky, například DDT, způsobují, že se snesené vejce má ztenčenou skořápku, v důsledku čehož hnízdící pták vejce poškodí. Tento problém se objevoval například u některých dravců. Skořápka je pro zárodek důležitý zdroj vápníku pro tvorbu kostí, takže v průběhu vývoje zárodku se skořápka postupně ztenčuje, což usnadňuje líhnutí.

### Pórovitost
Bez ohledu na tloušťku je skořápka pórovitá, což zárodku umožňuje dýchat. Jako zásoba vzduchu funguje i vzduchová komůrka, umístěná na tupém konci vejce. Její objem se spolu s vývojem zárodku zvětšuje.

## Stavba slepičího vejce
Základními strukturálními součástmi skořápky jsou podskořápečné blány, vlastní skořápka a kutikula. Uváděné informace se týkají převážně slepičích vajec, o kterých existuje nejvíce informací.

### Vaječné podskořápečné blány
Vaječné podskořápečné blány obalují a chrání celý vaječný obsah. Rozlišuje se (1) vnitřní, bílková blána, která přiléhá k bílku a (2) vnější, podskořápečná blána přiléhající ke skořápce. Každá z blan je tvořena mucinózní a keratinovou vrstvičkou. Průměrná tloušťka vnitřní blány je 20–22 µm, vnější blány 50 µm; celkem asi 70 µm. Po snesení vejce se vlivem nižší teploty vnějšího prostředí vaječný obsah ochlazením smrští a blány se od sebe oddělí. Tím vznikne převážně na tupém konci vejce prostor (vzduchová komůrka, bublina) o průměrné výšce 1–2 mm a šířce 13–15 mm. Velikost vzduchové komůrky závisí na propustnosti skořápky, teplotě a vlhkosti vnějšího prostředí a době, která uplynula od snesení vejce (indikuje stáří vejce).

### Vlastní skořápka
Vlastní skořápka představuje pevný ochranný obal vaječného obsahu, který mimo jiné určuje tvar vejce.
Na skořápce se rozlišují dvě vrstvy – (1) vnitřní, mamilární vrstva o průměrné síle 0,11 mm, představující asi 1/3 z celkové tloušťky skořápky, a (2) vnější, spongiózní, houbovitá vrstva o průměrné síle 0,23 mm, představující asi 2/3 z celkové tloušťky skořápky. Vnitřní vrstva se tvoří na povrchu vnější vaječné blány, se kterou je spojena četnými kónickými vypouklinami, do nichž zasahují vlákna membrány. Mamily mají kruhový nebo oválný základ. Směrem k vnější vrstvě skořápky se rozšiřují, vzájemně se dotýkají a přitom zachovávají mezi sebou volné prostory (kanálky), které umožňují výměnu plynů mezi obsahem vejce a prostředím. Střed, jádro mamily, je organické povahy. Vnější vrstva je velmi pevná a její pevnost směrem k povrchu skořápky se zvětšuje, neboť její hlavní součástí jsou převážně krystaly uhličitanu vápenatého. Průměrná tloušťka skořápky se pohybuje v rozmezí hodnot 0,27–0,37 mm (u perliček dosahuje až 0,5 mm). Je ovlivňována druhovou a plemenou příslušností, výživou (zejména minerálními látkami a vitamíny), intenzitou a výškou snášky, délkou snáškového cyklu, věkem a řadou dalších faktorů, včetně zdravotního stavu.
Měrná hmotnost skořápky je 1,45–2,0. Hmotnost se pohybuje v rozmezí 5–9 g.
Propustnost skořápky je umožněna větším množstvím kanálků (pórů, průduchů), které procházejí téměř v pravém úhlu houbovitou vrstvou a spojují volné prostory (komůrky) mamilární vrstvy s povrchem skořápky. Jejichž celkový počet se udává v rozmezí 4–17 000 pórů. Na vnitřní straně skořápky mají v průměru 6–23 µm, na vnější straně pak 15–65 µm. Póry nejsou rovnoměrně rozmístěny po celém povrchu vejce. Největší počet pórů je na tupém konci vejce (100–300/cm²), což umožňuje snadnější dýchání mláďat před líhnutím.
Sušina skořápky činí asi 98–99 %. Obsahuje kolem 2–5 % organických látek (glykoproteinový komplex, jehož množství se směrem k povrchu skořápky postupně snižuje) a 95–98 % anorganických látek (89–97 % uhličitanu vápenatého, až 2 % uhličitanu hořečnatého, 0,5–5 %fosforečnanu vápenatého a hořečnatého). Čerstvá vejce jsou potažena solemi draslíku a sodíku, čehož se dá využít k rozpoznání stáří vajec.
Z minerálních látek převažuje ve skořápce především vápník. Jeho množství ve skořápce slepičího vejce činí přibližně 2–2,4 g, což je asi 10 % veškerého vápníku v těle slepice. Skořápka dále obsahuje fosfor (0,02 g), hořčík (0,02 g), menší množství síry, železa a dalších makro- a mikroprvků.
Barva vaječné skořápky je způsobena pigmenty ze skupiny ovoporfyrinů (blízké krevnímu hemoglobinu). Pigmenty se syntetizují z delta-amino-levulinové kyseliny ve sliznici dělohy. Barva skořápky nemá žádný vztah k nutriční hodnotě vejce.

### Kutikula
Na povrchu vaječné skořápky je hlenovitý obal (kutikula), který svou kluzkostí usnadňuje snesení vejce. U čerstvě sneseného vejce je možné kutikulu setřít; jinak záhy zasychá a ucpává póry ve vaječné skořápce a zabraňuje vysychání vaječného obsahu i mikrobiální kontaminaci vejce. Pro plyny je propustná. Její průměrná tloušťka je kolem 10 µm. Obsahuje z 90 % peptidy s galaktózou, manózou a hexózoaminem.
Kutikula přispívá významným způsobem k pevnosti skořápky.